# کی۶ (کوه)
کی۶ (انگلیسی: K6) یا قله بلتستان یک قله مشخص در کوه‌های ماشربروم است که زیررشته‌ای از رشته‌کوه قراقروم در منطقه گلگت-بلتستان پاکستان است. این قله با وجود ارتفاع کمتر نسبت به کوه‌های خواهر، هشت‌هزارمتری‌ها و قله‌های بلند ۷۰۰۰ متری مانند ماشربروم، کی۶ دارای جبهه‌های عظیم و پرشیب و ناهمواری‌های بزرگ در بالای دره‌های نزدیک به قله است.